# Charles Aránguiz
Charles Mariano Aránguiz Sandoval (Puente Alto, 1989. április 17. –) chilei labdarúgó, jelenleg a német első osztályban szereplő Bayer Leverkusen és a chilei válogatott középpályása.

## Klub karrier

### Cobreloa
A fiatal Aránguiz szülővárosának, Puente Altonak kis csapatában, a Club Deportivo Nueva Esperanzában kezdett el játszani, ahol saját édesanyja volt az edzője. Ezzel párhuzamosan több patinás klubnál is járt próbajátékon, játszott az Universidad de Chile ifjúsági csapataiban, végül a Cobreloa akadémiáján kötött ki. Itt végigjárta a korosztályos csapatokat, majd 2006-ban, 16 évesen bekerült a felnőtt csapat keretébe. A chilei élvonalban 2006 januárjában, a Cobresal ellen debütált. Egy hónappal később az O'Higgins ellen első gólját is megszerezte. A Cobreloa-val a tavaszi idényben (Torneo Apertura) a hetedik helyen végzett és csak egy körig jutott a kiesés szakaszban, majd az őszi idény (Torneo Clausura) csoportkörét megnyerték és a bajnoki elődöntőig jutottak. A jó bajnoki szereplés okán a Cobreloa részt vehetett a Copa Libertadores selejtező szakaszában, ám a csoportkörért vívott párbajban a Paranával szemben alulmaradtak.

#### Cobresal
2007 nyarán fél évre kölcsönbe került a Cobresal csapatához, ahol hamar a kezdőcsapatba került. A Torneo Clausuraban a Cobresallal csoportjuk második helyén végzett, majd az Universidad de Chile elleni bajnoki negyeddöntőnek rögtön a második percében gólt szerzett - végül mégis a fővárosiak jutottak tovább.
2008 telén Aránguiz visszatért nevelőegyütteséhez, ahol már a kezdőcsapat állandó tagjává vált. Ugyan a tavaszi szezonban igen gyengén szerepeltek, de a téli szezonban a bajnoki elődöntőig jutottak, ahol is két gólgazdag mérkőzésen, idegenben lőtt kevesebb góllal maradtak alul a rekordbajnok Colo-Colóval szemben. 2009 tavaszán a gyengélkedő Cobreloának igazi vezérévé vált, a középpályán végzett munkája mellett duplázott a Cobresal és a Palestino ellen.

### Colo-Colo
2009 nyarán Chile élcsapata, a Colo-Colo szerződtette a Cobreloát kinövő Aránguiz-t. Új klubjában is hamar a kezdőcsapatba került és sikerült velük elhódítania a chilei bajnoki címet. A bajnokság playoff szakaszában háromszor is betalált, ebből az egyik gólt az Universidad Católica elleni döntőben szerezte. A következő tavasz nem hozott szerencsét számára, csapatával már a csoportkörben búcsúzni kényszerült a Copa Libertadores-ből, emellett a Colo-Colohoz érkező új edző hosszú távú terveiben Aránguiz nem szerepelt.

### Quilmes
A Colo-Colonál kegyvesztetté vált Aránguiz 2010 nyarán Argentínába szerződött az első osztályba frissen feljutott Quilmes csapatához. Ugyan rendszeresen játéklehetőséghez jutott, a Quilmes olyan rosszul teljesített, hogy fél év után eligazolt tőlük.

### Universidad de Chile

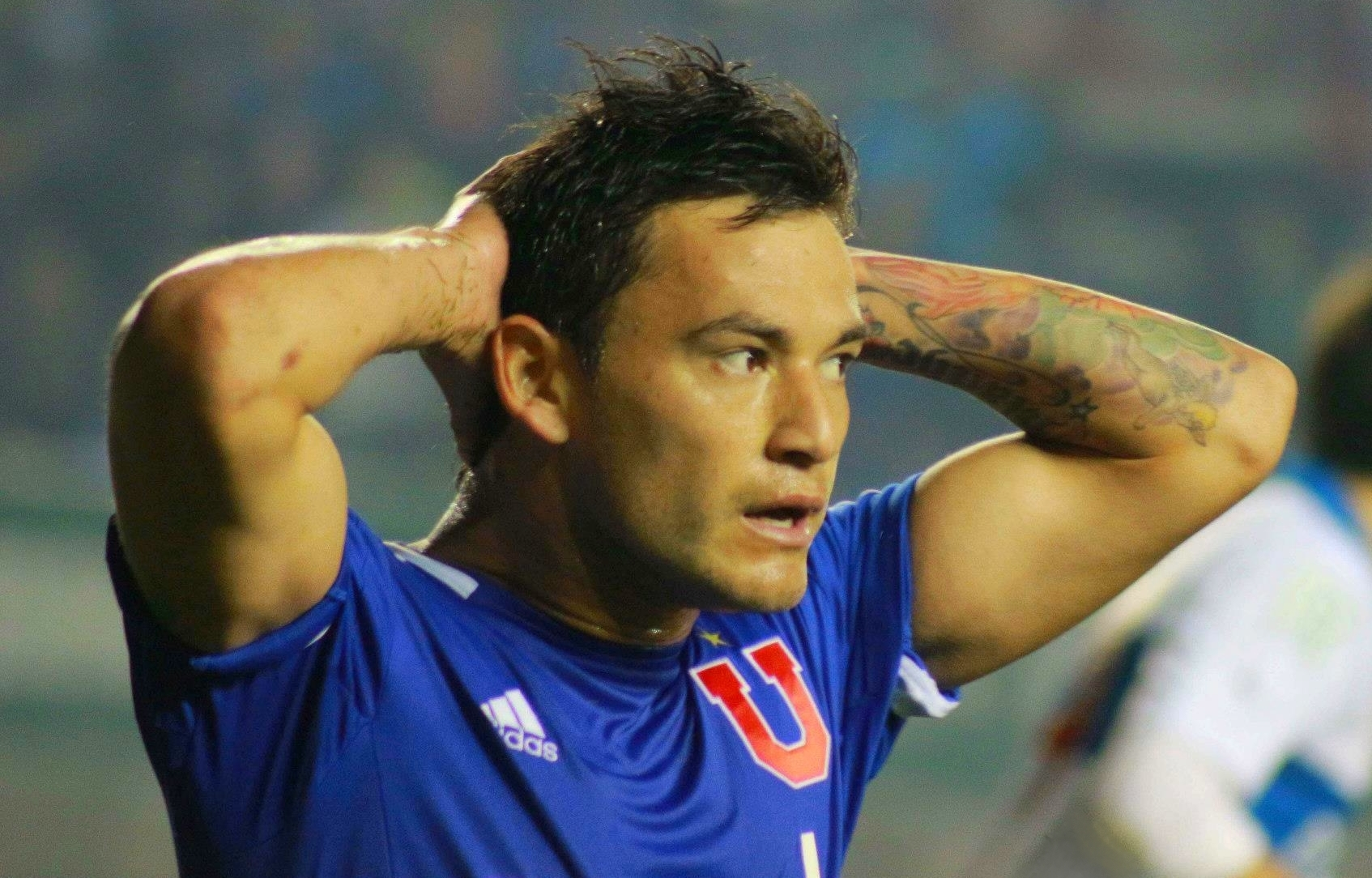
Aránguiz (2013)

2011 januárjában Chilébe visszatérve a fővárosiak argentin mestere, Jorge Sampaoli kérésére Aránguiz az Universidad de Chiléhez írt alá. Itt sikerekben gazdag évek következtek. 2011-ben megnyerték mindkét félszezont, ráadásul az Aperturát a nagy rivális Universidad Católica ellen, a döntő első felvonásán elszenvedett 0-2-es vereségből felállva. Aránguiz az őszi szezon során 10 gólpasszt is kiosztott. Szintén 2011 őszén Dél-Amerika második legnagyobb nemzetközi kupájának, a Copa Sudamericananak bajnokai lettek. A döntőben az ecuadori LDU Quitót múlták felül.  2012 is remek eredményeket hozott, előbb megnyerték a tavaszi szezont, majd a Copa Libertadores-ben egészen az elődöntőig jutottak, ahol a Boca Juniors állta útjukat. Augusztusban alulmaradtak a Recopa Sudamericana (CONMEBOL szuperkupa) 2012-es kiírásán a Santos ellen. Ősszel a Copa Sudamericana negyeddöntőjéig jutottak, majd a 2013-as Copa Libertadores során már a csoportkörben búcsúzni kényszerültek. Májusban sikerült elhódítaniuk a Chile kupát (Copa Chile), miután a döntőben 2-1 arányban legyőzték az Universidad Católicát. Nem sokkal később a chilei szuperkupa döntőn alulmaradtak. Aránguiz a 2013-as tavaszi szezonban öt gólt szerzett és öt gólpasszt adott. A klub az őszi szezon végén újra bajnoki címet ünnepelhetett, miután legyőzte az Iquique együttesét, ám sajnos el kellett búcsúznia a csapatot három évig erősítő Aránguiz-tól.

### Internacional
Remek teljesítménye miatt több nagy csapat is igényt tartott Aránguizra, aki végül 2014 januárjában a brazil Internacional ajánlatát fogadta el. (Először kölcsönbe érkezett a játékjogait fele arányban birtokló Udinese-től, majd 2014 nyarán végleg aláírt.)  2014 tavaszán új csapatával rögtön megnyerte a tartományi bajnokságot (Campeonato Gaúcho), ahol is a döntőben 6-2-es összesítéssel múlták felül a nagy rivális Grêmiot. Aránguizt helyet kapott a torna legjobb csapatában, sőt elnyerte a bajnokság legjobb játékosa címet. Az áprilisban induló nemzeti bajnokságot a harmadik helyen zárta a csapattal, így kvalifikálták magukat a következő évi Copa Libertadores csoportkörébe. Az idény során Aránguiz rendre kezdőként szerepelt, 6 gólt és 3 gólpasszt adott, a Santos ellen duplázott. 2015 tavaszán ismét megnyerték a tartományi bajnokságot, ezzel párhuzamosan a Copa Libertadores elődöntőjéig jutottak, ahol meglepetésre alulmaradtak a mexikói Tigresszel szemben.

### Bayer Leverkusen
Aránguiz 2015 nyarán elfogadta a német első osztályú, Bajnokok ligája-érdekelt a Bayer Leverkusen ajánlatát és három évre aláírt a "gyógyszergyáriakhoz". Európába szerződésével pályafutása újabb mérföldkövéhez érkezett, ám nem sokkal érkezése után egy edzésen olyan súlyos Achilles-ín sérülést szenvedett, hogy ki kellett hagynia a 2015-16-os idény közel egészét. A szezont a harmadik helyen záró csapatban végül 2016 áprilisában, egy Wolfsburg elleni bajnokin mutatkozott be. Az idény hátralévő mérkőzésein kezdőként szerepelt és több kapufa után az utolsó két fordulóban két gólt is szerzett.

## Válogatott

### Válogatott góljai
| #  | Időpont           | Helyszín                                                   | Ellenfél      | Gólok | Eredmény | Kiírás                           |
| -- | ----------------- | ---------------------------------------------------------- | ------------- | ----- | -------- | -------------------------------- |
| 1. | 2012. június 2.   | Estadio Hernando Siles, La Paz, Bolívia                    | Bolívia       | 0 - 1 | 0-2      | 2014-es világbajnokság selejtező |
| 2. | 2012. június 9.   | Estadio José Antonio Anzoátegui, Puerto la Cruz, Venezuela | Venezuela     | 0 - 2 | 0-2      | 2014-es világbajnokság selejtező |
| 3. | 2014. június 18.  | Maracanã Stadion, Rio de Janeiro, Brazília                 | Spanyolország | 0 - 2 | 0-2      | 2014-es világbajnokság           |
| 4. | 2014. október 14. | Estadio Francisco Sánchez Rumoroso, Coquimbo, Chile        | Bolívia       | 1 - 1 | 2-2      | Barátságos mérkőzés              |
| 5. | 2015. június 19.  | Estadio Nacional de Chile, Santiago, Chile                 | Bolívia       | 1–0   | 5-0      | 2015-ös Copa América             |
| 6. | 2015. június 19.  | Estadio Nacional de Chile, Santiago, Chile                 | Bolívia       | 3–0   | 5-0      | 2015-ös Copa América             |
| 7. | 2016. június 22.  | Soldier Field, Chicago, USA                                | Kolumbia      | 0 - 1 | 0-2      | 2016-os Copa América             |

## Sikerei, díjai

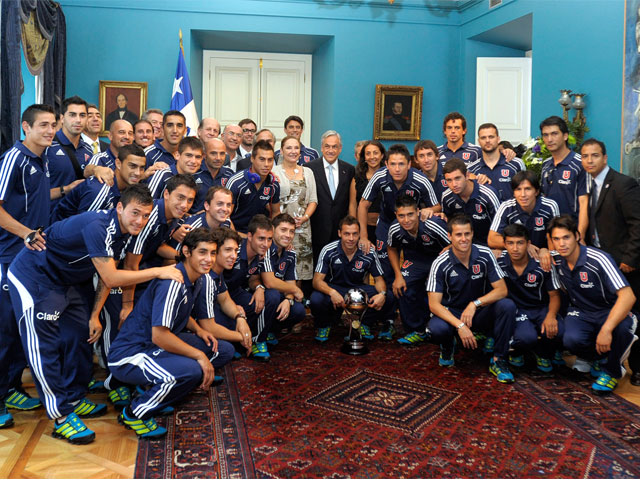
A Copa Sudamericana győztes Universidad de Chile
(Aránguiz a bal szélen)

### Klub
Colo-Colo
- Torneo Clausura (1): 2009

Universidad de Chile
- Torneo Apertura (2): 2011, 2012
- Torneo Clausura (1): 2011
- Copa Chile (1): 2012-13
- Copa Sudamericana (1): 2011

Internacional
- Campeonato Gaúcho (2): 2014, 2015

### Válogatott
- Copa América (2): 2015, 2016